# الدوري الإسباني لكرة اليد للسيدات
الدوري الإسباني لكرة اليد للسيدات هو دوري لأندية كرة اليد للسيدات للمحترفات في إسبانيا تأسس في سنة 1953 يلعب فيه 14 فريقا. يتم تنظيمه من قبل الاتحاد الإسباني لكرة اليد.

## وصلات خارجية
- الموقع الرسمي